# Glucano

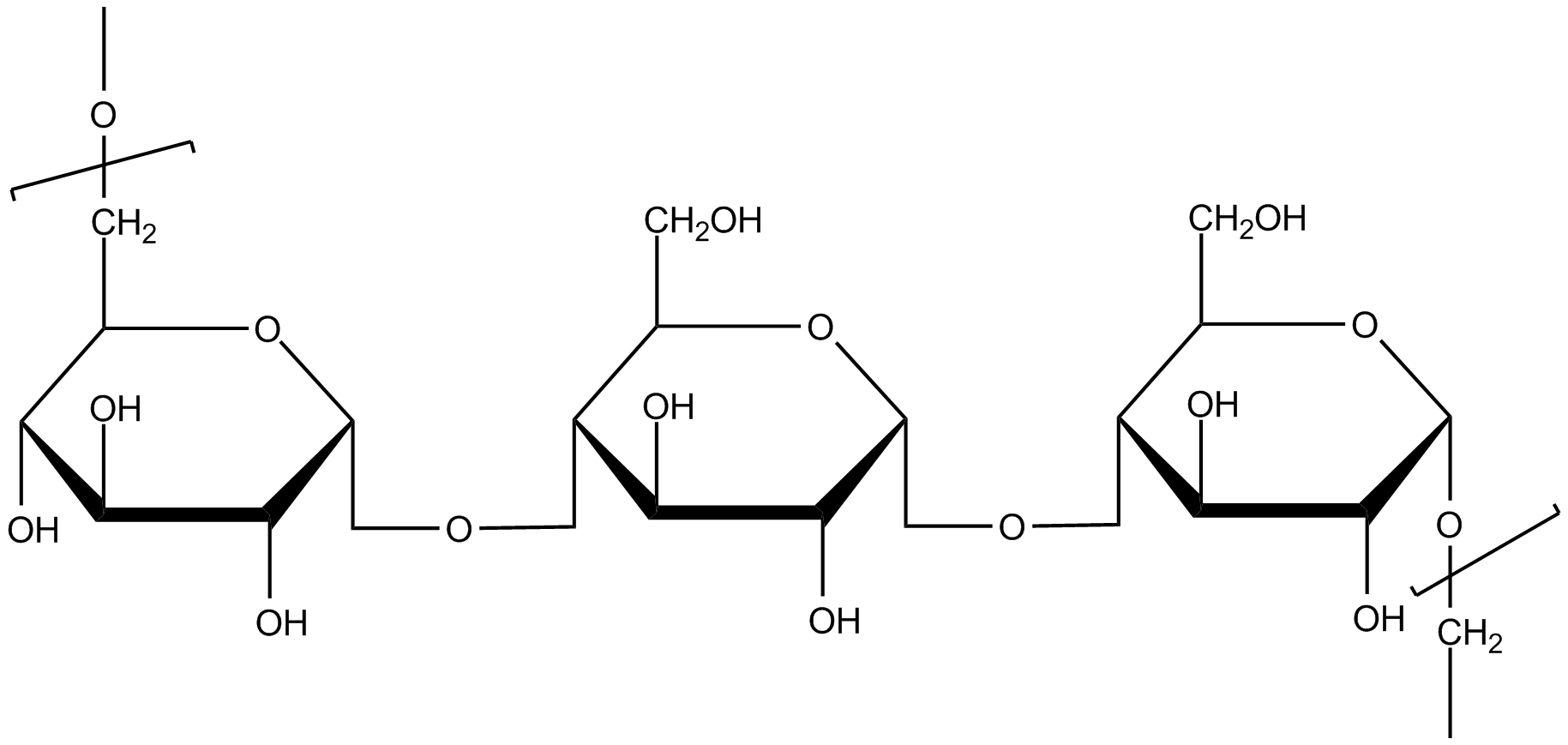
Estructura de un pululano, que es un ejemplo de alfa-glucano. Las unidades de alfa-D-glucosa se unen mediante enlaces glicosídicos.

Los glucanos son un tipo de polisacáridos formados específicamente por unidades monómeras del monosacárido D-glucosa, unidos entre sí por medio de enlaces glucosídicos. Entre estos se encuentran polisacáridos tan importantes como el glucógeno, el almidón y la celulosa, que ejercen funciones de almacenamiento energético o forman estructuras en la célula.
Muchos beta-glucanos son médicamente importantes, ya que su metabolismo es diana para medicamentos antifúngicos de la clase de las equinocandinas.

## Glucanos y glicanos
Para los nombres de los glúcidos se utiliza normalmente la raíz glic-(del griego glykys, dulce), sin embargo en este caso conviene distinguir entre las palabras glucano y glicano, ya que en principio se refieren a moléculas diferentes que se pueden ver comúnmente en usos internacionales, (por ejemplo, inglés glucan = español glucano, el inglés glycan = español glicano).
Conviene no confundirlos, ya que aunque ambos son polímeros de monosacáridos; los glicanos se encuentran formados por cualquier tipo de monosacáridos unidos por enlaces glucosídicos, por lo que según IUPAC, el término es sinónimo de polisacárido.
Glucano es un término más restrictivo, ya que se trata de un tipo de glicano formado exclusivamente por monómeros de glucosa.
Los glucanos están incluidos dentro del grupo de los glicanos, pero no al revés. Así por ejemplo, tanto el almidón como la inulina son glicanos, pero solo el almidón es un glucano.

## Tipos
Los glucanos pueden dividirse en α y β, de acuerdo a la geometría de su enlace glicosídico.

### Alfa
- dextrano, α-1,6-glucano con ramificación α-1,3
- glucógeno, α-1,4- y α-1,6-glucano
- pululano, α-1,4- y α-1,6-glucano
- almidón, α-1,4- y α-1,6-glucano

### Beta
- celulosa, β-1,4-glucano
- crisolaminarina, β-1,3-glucano
- curdlana, β-1,3-glucano
- laminarina, β-1,3- e β-1,6-glucano
- lentinana, un β-1,6:β-1,3-glucano estrictamente purificado procedente del hongo Lentinula edodes
- liquenina, β-1,3- e β-1,4-glucano
- pleurana, β-1,3- e β-1,6-glucano aislado del hongo Pleurotus ostreatus
- cimosano (o zimosano), β-1,3-glucano